# Lajos Portisch
Lajos Portisch (Zalaegerszeg, 4 aprile 1937) è uno scacchista ungherese, Grande maestro.
È stato uno dei più forti giocatori non sovietici del trentennio 1960-1990. Vinse otto volte il campionato ungherese, prese parte otto volte ai cicli di qualificazione per il campionato del mondo, partecipò a ben 20 olimpiadi per l'Ungheria (un record) e vinse moltissimi tornei internazionali.
Ottenne il titolo di Grande maestro nel 1961 all'età di 24 anni.
Il suo "peak rating" è stato di 2.655 punti Elo nel gennaio del 1980. Era 3º nella classifica mondiale dopo Anatolij Karpov e Viktor Korčnoj.

## Carriera scacchistica

### Gli inizi
- 1955 : 4º nel campionato del mondo dei giovani di Anversa, vinto da Boris Spasskij.
- 1956 : 1º-3º nel torneo di Budapest, con József Szily e Béla Sander, davanti a Pál Benkő.

### Risultati alle Olimpiadi

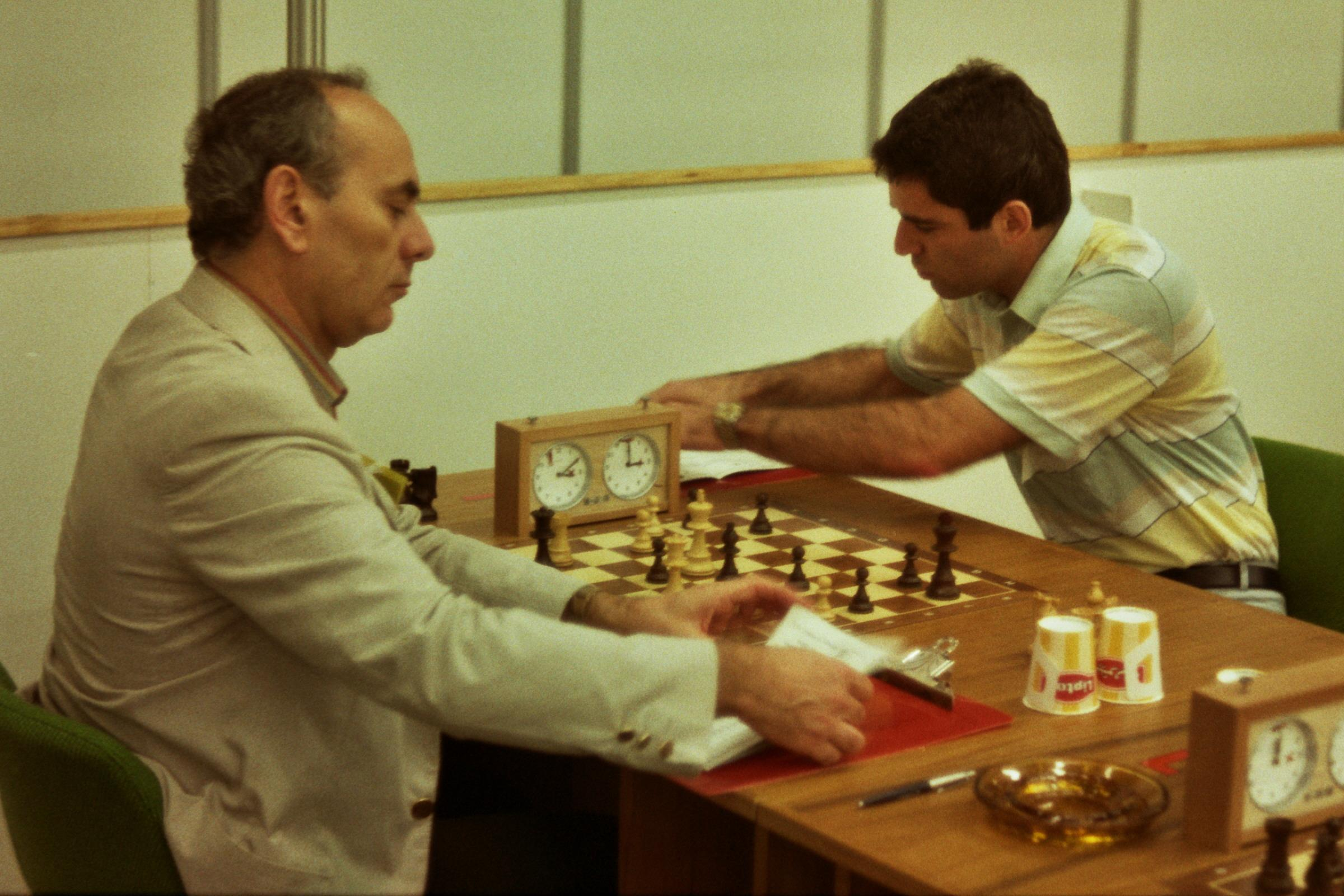
La partita Portisch-Kasparov alle olimpiadi di Dubai 1986.

Nel 1956 partecipa per la prima volta, a Mosca, alle olimpiadi nella squadra ungherese, realizzando + 4 - 0 =4.
In un arco di 44 anni, dal 1956 al 2000, prese parte a ben 20 olimpiadi (record assoluto), giocando 260 partite col risultato di 121 vinte, 113 patte, 26 perse (= 68,3 %). Giocò 14 volte in prima scacchiera.
Ottenne 11 medaglie: una d'oro di squadra alle Olimpiadi di Buenos Aires 1978 (l'Ungheria vinse davanti all'Unione Sovietica), tre d'argento di squadra, 2 di bronzo di squadra, 3 di bronzo individuali.

### Otto volte campione ungherese
Portisch partecipò a 15 campionati ungheresi, vincendo otto volte:
- 1955 :   =10º (vinse Gideon Barcza)
- 1957 :   = 5º (vinse Gideon Barcza)
- 1958 :   1º dopo spareggio con Barcza e Szabó.
- 1959 :   3º dopo Szabó e Barcza.
- 1961 :   1º dopo spareggio con Szabó.
- 1963 :   4º (vinse István Bilek)
- 1964 :   1º con 14,5 /19.
- 1965 :   1º con 15,5 /21.
- 1968 :   2º dietro a Győző Forintos.
- 1971 :   1º con 11/16.
- 1975 :   1º con 12,5 /17.
- 1981 :   1º alla pari con Faragó.
- 1984 :   2º-4º, vinse Andras Adorján.
- 1991 :   6º, vinse Judit Polgár.
- 2003 :   2º-3º, vinse Zoltán Almási.

### Candidato al titolo mondiale
Portisch prese parte a 12 tornei interzonali e a 8 tornei dei candidati.
- Zonale di Madrid 1960, 2º-3º
- Interzonale di Stoccolma 1962, 9º-10º, non qualificato.
- Zonale di Halle 1963, 1º con 14/19
- Interzonale di Amsterdam 1964, 8º-9º
  - Vince il match di spareggio con Samuel Reshevsky
  - Match con Michail Tal' a Bled: 2,5 - 3,5
- Zonale di Halle 1967, 1º
- Interzonale di Susa 1967, 3º-5º
  - Match dei candidati con Bent Larsen a Parenzo: 4,5 - 5,5
- Zonale di Raach 1969: 2º-5º
- Vince il match di spareggio a Praga con Ivkov, Smejkal e Andersson.
- Interzonale di Palma di Maiorca 1970: 7º - 8º, non si qualifica.
- Interzonale di Petrópolis 1973: 2º-4º, vinse Henrique Mecking
- Vince il match di spareggio con Leŭ Paluhaeŭski e Juchym Heller
- Match con Tigran Petrosyan a Palma di Maiorca: 6 - 7
- Interzonale di Biel 1976: 2º-4ºcon Petrosyan e Tal', vinse Larsen
- Vince il match con Bent Larsen a Rotterdam 1977: 6,5 - 3,5
- Match con Boris Spasskij a Ginevra 1977: 6,5 - 8,5
- Interzonale di Rio de Janeiro 1979: 1º-3º
  - Match con Robert Hübner ad Abano Terme 1980: 4,5 - 6,5
- Interzonale di Toluca 1982: = 1º con Eugenio Torre
  - Match con Viktor Korčnoj a Bad Kissingen: 3 - 6
- Interzonale di Tunisi 1985 , 10/16 
  - Torneo dei candidati di Montpellier, 7/15, non si qualifica.
- Interzonale di Szirák 1987: 3º-4º con John Nunn
  - Vince il match di spareggio con John Nunn a Budapest 4 - 2
  - Vince il match con Rafayel Vahanyan a St. John 3,5 - 2,5
  - Match con Jan Timman ad Anversa 1989: 2,5 - 3,5
- Interzonale di Manila 1990: 5,5 /13, non si qualifica.
- Interzonale di Biel 1993: 7,5 /13, non si qualifica.

### Principali risultati di torneo

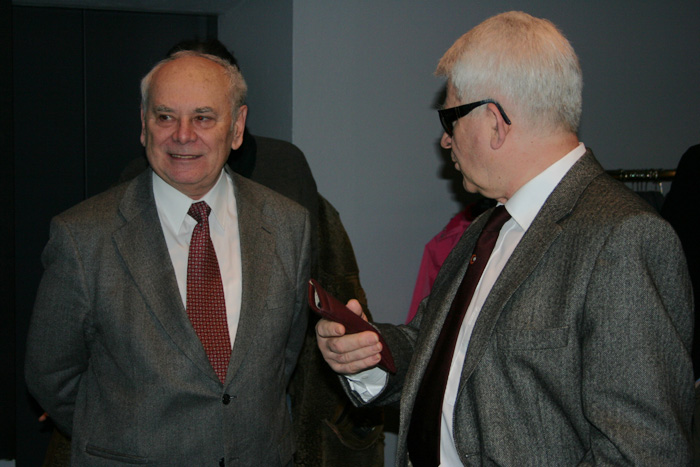
Portisch e Spasskij a Reykjavík nel 2008.

- 1958     1º a Balatonfüred davanti al GM sovietico Toluš
- 1960     1º a Madrid,   1º all'open di San Benedetto del Tronto
- 1962     = 1º con Gligorić a Sarajevo,   2º-3º a Kecskemét
- 1963     1º al torneo IBM di Amsterdam,   1º a Sarajevo
- 1964     3º a Beverwijk,   2º-3º a Malaga
- 1965     = 1º a Beverwijk con Juchym Heller
- 1966     = 1º a Mar del Plata con Smyslov,   3º a Palma di Maiorca
- 1967     1º al torneo IBM di Amsterdam
- 1968     2º-3º a Wijk aan Zee (vinse Korčnoj),   1º a Skopje-Ohrid
- 1969     1º ad Amsterdam IBM,   = 3º a Wijk aan Zee,  = 1º a Monte Carlo
- 1970     1º al torneo di Hastings 1969/70
- 1971     1º ad Hastings 1970/71,   1º ad Adelaide,  2º - 4º ad Amsterdam
- 1972     1º a Wijk aan Zee,   1º a Las Palmas,   3º a Teesside,   = 1º a San Antonio con Petrosyan,  = 3º a Palma di Maiorca
- 1973     1º al Vidmar memorial di Lubiana
- 1975     2º al torneo di Milano dietro a Karpov, 2º a Wijk aan Zee
- 1978     1º al torneo di Tilburg
- 1982     2º-3º con Ljubojević nel "World Masters" di Torino (vinto alla pari da Karpov e Andersson).
- 1985     1º al 27º torneo di capodanno di Reggio Emilia 1984/85.
- 1994     1º al 36º torneo di capodanno di Reggio Emilia 1993/94.
- 1999     = 1º con Ivkov al Petrosian memorial di Mosca.